# Chapelle de la Nativité-de-Saint-Jean-Baptiste du Bousquet
La chapelle de la Nativité-de-Saint-Jean-Baptiste du Bousquet est située sur la commune de Ventenac, à l'est de Foix, dans le département de l'Ariège, en France. Elle est inscrite en totalité au titre des monuments historiques en 1995.

## Localisation
Avec un cimetière attenant, elle se trouve à 470 m d'altitude, au hameau en partie ruiné du Bousquet, accessible par la RD 13 au sud de Ventenac.

## Historique
La chapelle a failli disparaître en 1672 sur la volonté du prêtre desservant la paroisse : il écrivit à l'évêque de Pamiers François de Caulet pour lui suggérer la suppression de cette église en mauvais état et éloignée.
Une fresque murale du XVIIIe siècle représentant en particulier saint Jean-Baptiste, a été mise à jour à l'occasion des travaux de rénovation conduits en 2012.
Elle fait l'objet d'une inscription au titre des monuments historiques par arrêté du 14 décembre 1995.

## Description
C'est un édifice rectangulaire à simple nef doté d'une couverture en tuile qui se prolonge sur un auvent protégeant l'entrée ogivale. Le clocher-mur modeste intègre trois arcades ouvertes dont une seule dotée d'une cloche.

## Mobilier
Les fonts baptismaux et bénitier sculptés, des bancs pour fidèles sont inscrits au titre d'objets en 1995 dans la base Palissy.